# مارگتسهوشهایم
مارگتسهوشهایم (به آلمانی: Margetshöchheim) یک شهر در آلمان است که در Würzburg واقع شده‌است.

## خواهرخوانده
شهر Biéville-Beuville خواهرخواندهٔ مارگتسهوشهایم هست.